# Branchiostoma
Genre
Branchiostoma est un genre de Chordé de la classe des Céphalocordés.

## Liste d'espèces
Selon World Register of Marine Species (14 octobre 2014) :
- Branchiostoma africae Hubbs, 1927
- Branchiostoma arabiae Webb, 1957
- Branchiostoma bazarutense Gilchrist, 1923
- Branchiostoma belcheri Gray, 1847
- Branchiostoma bennetti Boschung & Gunter, 1966
- Branchiostoma bermudae Hubbs, 1922
- Branchiostoma californiense Andrews, 1893
- Branchiostoma capense Gilchrist, 1902
- Branchiostoma caribaeum Sundevall, 1853
- Branchiostoma elongatum Sundevall, 1852
- Branchiostoma floridae Hubbs, 1922
- Branchiostoma gambiense Webb, 1958
- Branchiostoma indicum (Willey, 1901)
- Branchiostoma japonicum
- Branchiostoma lanceolatum (Pallas, 1774)
- Branchiostoma leonense Webb, 1956
- Branchiostoma longirostrum Boschung, 1983
- Branchiostoma malayanum Webb, 1956
- Branchiostoma mortonense Kelly, 1966
- Branchiostoma nigeriense Webb, 1955
- Branchiostoma platae Hubbs, 1922
- Branchiostoma senegalense Webb, 1955
- Branchiostoma tattersalli Hubbs, 1922
- Branchiostoma virginiae Hubbs, 1922